# Охридска галерия за икони
Охридската галерия за икони (на македонска литературна норма: Охридска галерија на икони) е музей в Северна Македония, разположен до църквата „Света Богородица Перивлепта“ в Охрид. Колекцията обхваща повече икони, но около 30 от тях са оценени като връх в изкуството, и които са рисувани в един дълъг период от XI до XIX век. Охридските икони са с безценна стойност и поради това са излагани на няколко големи световни изложби. Галерията е част от Института за защита на паметниците на културата и музей – Охрид.

## История
Галерията е разположена пред главния вход на „Света Богородица Перивлепта“. В двора на църквата в 1841 година е изградена нова училищна сграда за класното училище, по чертежи на Константин Робев, а в 1845 – 1850 година още едно училище пред вратата на митрополията на мястото на разрушени манастирски килии. Това е и сегашната сграда на Галерията за икони. През годините сградата е имала различни обществени функции. По време на българското управление в 1941 – 1944 година в нея е разположена градската библиотека. След войната сградата става физкултурен салон за учениците от осемгодишното училище „Свети Климент Охридски“ и е известна като „забавачницата“. От 1949 до 1954 година в нея е настанен Охридският театър. С изграждането на новото осемгодишно училище „Свети Климент Охридски“ на Дебой, Забавачницата е предадена на Института и музей. От 1981 до 1983 година сградата е реконструирана и превърната в галерия, в която са изложени най-ценните икони от охридската сбирка. Тези икони за пръв път са изложени във външния притвор на църквата в 1961 година по повод XII византоложки конгрес, проведен в Охрид. В 2000 година галерията е преустроена, като е приложена нова концепция на сбирката и са осъвременени условията за експозиция, сигурност и микроклимат.
На 12 септември 1996 година галерията е обявена за паметник на културата.

## Експонати
Повечето икони в галерията са изработени в охридски художествени работилници, но също така много от тях са изпратени като подаръци от Солун и Цариград. Почти всички икони в днешната галерия са изписани до XV век. Те се отличават с изключителни цветови решения и красота в изработката си. Някои от експонатите в галерията са създадени за литийни шествия и съответно са изписани от двете си страни. Литийните икони в Охридската галерия за икони са сред най-добрите образци на византийската иконопис.
- „Свети Четиридесет Севастийски мъченици“, II половина на XI век, от „Света Богородица Перивлепта“, темпера, гипсов грунд върху платно на дъска, 43,5 х 33 х 2,5 cm
- „Причастие на апостолите“, края на XI – началото на XII век, от „Света Богородица Перивлепта“, темпера, гипсов грунд върху платно на дъска, 39 х 33 х 2,5 cm
- „Богородица от Благовещението“, началото на XII век, от „Света Богородица Перивлепта“, темпера, гипсов грунд на дъска, обков от позлатено сребро, 111 х 67,5 х 3,5 cm
- „Архангел Гавриил от Благовещението“, началото на XII век, от „Света Богородица Перивлепта“, темпера, гипсов грунд на дъска, обков от позлатено сребро, 111 х 67,5 х 3,5 cm
- „Света Богородица Одигитрия“, първа половина на XIΙI век, от „Големи Свети Врачи“, темпера, гипсов грунд върху платно на дъска, 105 х 73,5 х 4,5 cm
- „Исус Христос“, 1262 – 1263, от „Света Богородица Перивлепта“, дар от охридския архиепископ Константин Кавасила, темпера, гипсов грунд на дъска, 134,5 х 93 х 3,5 cm
- „Света Богородица Одигитрия“, литийна икона (от другата страна „Разпятие Христово“), втора половина на XIII век, от „Света Богородица Перивлепта“, темпера, гипсов грунд на дъска, обков от позлатено сребро, 95,5 х 65 х 2,5 cm
- „Разпятие Христово“, литийна икона (от другата страна „Света Богородица Одигитрия“), втора половина на XIII век, от „Света Богородица Перивлепта“, темпера, гипсов грунд на дъска, 95,5 х 65 х 2,5 cm
- „Свети Матей“, края на XIII – началото на XIV век, от „Света Богородица Перивлепта“, темпера, гипсов грунд на дъска, 105 х 56,5 х 3 cm
- „Кръщение Христово“, началото на XIV век, от „Света Богородица Перивлепта“, темпера, гипсов грунд на дъска, 44,5 х 36 х 3 cm
- „Слизане в ада“, началото на XIV век, от „Света Богородица Перивлепта“, темпера, гипсов грунд на дъска, 44 х 36,5 х 3,5 cm
- „Томино неверие“, началото на XIV век, от „Света Богородица Перивлепта“, темпера, гипсов грунд на дъска, 44 х 36 х 3,5 cm
- „Подготвяне на кръста“, началото на XIV век, от „Света Богородица Болничка“, темпера, гипсов грунд на дъска, 44 х 36 х 2,5 cm
- „Успение Богородично“, началото на XIV век, от „Свети Никола Геракомия“, темпера, гипсов грунд на дъска, 43 х 44,5 х 3 cm
- „Света Богородица Перивлепта“, литийна икона (от другата страна е „Въведение Богородично“), началото на XIV век, от „Света Богородица Перивлепта“, темпера, гипсов грунд върху платно на дъска, обков от позлатено сребро, 85 х 67 х 3 cm
- „Света Богородица Душеспасителка (Психосострия)“, литийна икона (от другата страна е „Благовещение“), началото на XIV век, от „Света Богородица Перивлепта“, темпера, гипсов грунд върху платно на дъска, обков от позлатено сребро, 93 х 68 х 4 cm
- „Благовещение“, литийна икона (от другата страна е „Света Богородица Душеспасителка (Психосострия)“), началото на XIV век, от „Света Богородица Перивлепта“, темпера, гипсов грунд върху платно на дъска, 93 х 68 х 4 cm
- „Исус Христос Психосостис“, литийна икона (от другата страна е „Разпятие Христово“), началото на XIV век, от „Света Богородица Перивлепта“, темпера, гипсов грунд върху платно на дъска, обков от позлатено сребро, 93 х 68 х 4 cm
- „Разпятие Христово“, литийна икона (от другата страна е „Исус Христос Психосостис“), началото на XIV век, от „Света Богородица Перивлепта“, темпера, гипсов грунд върху платно на дъска, 93 х 68 х 4 cm
- „Света Богородица Епискепсис“, началото на XIV век, от „Мали Свети Врачи“, темпера, гипсов грунд върху платно на дъска, 103 х 52,5 х 3,5 cm
- „Свети Никола с житие“, средата на XIV век, от „Света Богородица Перивлепта“, темпера, гипсов грунд на дъска, 95,5 х 67 х 4 cm
- „Исус Христос“, средата на XIV век, от „Света Богородица Перивлепта“, темпера, гипсов грунд на дъска, обков от позлатено сребро, 157,5 х 125 х 4,5 cm
- „Света Богородица Душеспасителка (Психосострия)“, средата на XIV век, от „Света Богородица Перивлепта“, темпера, гипсов грунд върху платно на дъска, обков от позлатено сребро, 158 х 122 х 4 cm
- „Света Богородица с Христос“, средата на XIV век, от „Света Богородица Перивлепта“, темпера, гипсов грунд върху платно на дъска, обков от позлатено сребро, 91 х 53,5 х 3,5 cm
- „Въведение Богородично“, литийна икона (от другата страна е „Света Богородица Перивлепта“), втората половина на XIV век, от „Света Богородица Перивлепта“, темпера, гипсов грунд върху платно на дъска, 85 х 67 х 3 cm
- „Благовещение“, крило от царски двери, втората половина на XIV век, от „Света Богородица Болничка“, темпера, гипсов грунд на дъска, 113 х 36,5 х 3 cm
- „Благовещение“, царски двери, втората половина на XIV век, от „Св. св. Константин и Елена“, темпера, гипсов грунд на дъска, 119 х 62 х 2,5 cm
- „Свети Климент Охридски“, литийна икона (от другата страна е „Свети Наум Охридски“), последната четвърт на XIV век, от „Света Богородица Перивлепта“, темпера, гипсов грунд на дъска, 86 х 65 х 3,5 cm
- „Свети Наум Охридски“, литийна икона (от другата страна е „Свети Климент Охридски“), последната четвърт на XIV век, от „Света Богородица Перивлепта“, темпера, гипсов грунд на дъска, 86 х 65 х 3,5 cm
- „Свети Никола“, края на XIV век, от „Света Богородица Перивлепта“, темпера, гипсов грунд на дъска, 84,5 х 45 х 2 cm
- „Свети Наум“, литийна икона (от другата страна „Архангел Михаил“), втората половина на XIV век, от „Свети Никола Болнички“, темпера, гипсов грунд на дъска, 91,5 х 70 х 3,5 cm
- „Благовещение“, царски двери, средата на XV век, от „Света Богородица“ в Ботун, темпера, гипсов грунд на дъска, 119 х 62 х 2,5 cm
- „Мъчение на Свети Яков Персиец“, II половина на XVI век, от „Свети Никола Болнички“, темпера, гипсов грунд на дъска, 50,5 х 38,5 х 3 cm,
- „Свети Климент Охридски“, II половина на XVI век, от „Света Богородица Перивлепта“, темпера, гипсов грунд на дъска, 50 х 37 х 3 cm
- „Свети Наум Охридски“, II половина на XVI век, от „Света Богородица Перивлепта“, темпера, гипсов грунд на дъска, 50,5 х 37,5 х 2,5 cm
- „Архангел Михаил“, литийна икона (на гърба Свети Наум), II половина на XVII век, от „Света Богородица Перивлепта“, темпера, гипсов грунд на дъска, 91,5 х 70 х 3,5 cm
- „Възнесение на Свети Илия“, края на XVII – началото на XVIII век, от „Свети Никола Болнички“, темпера, гипсов грунд на дъска, 91,5 х 59 х 4,5 cm
- „Свети Йоан Кръстител“, края на XVII – началото на XVIII век, от „Света Богородица Болничка“, темпера, гипсов грунд на дъска, 89 х 56,5 х 2,5 cm
- „Света Марина убива дявола“, около 1711 г., от „Мали Свети Врачи“, темпера, гипсов грунд на дъска, 89 х 34,5 х 3 cm
- „Света Марина със сцени от житието ѝ“, Константин Шпатараку, около 1754 г., от „Света Богородица Перивлепта“, темпера, гипсов грунд на дъска, 92,5 х 60,5 х 3 cm
- „Света Богородица Пантонхара“, Дичо Зограф, 1844, от „Свети Йоан Богослов Канео“, темпера, гипсов грунд на дъска, 57 х 41 х 4 cm
- „Свети Василий Велики и Свети Николай“, 1045 – 1050 г., от „Света Богородица Перивлепта“, темпера, гипсов грунд върху платно на дъска, 110 х 74,5 х 3,5 cm